# Anthaxia hypomelaena
Anthaxia hypomelaena es una especie de escarabajo del género Anthaxia, familia Buprestidae. Fue descrita científicamente por Illiger en 1803.